# منزلینسک
شهر منزلینسک (به روسی: Мензелинск) در کشور روسیه و در جمهوری تاتارستان واقع شده‌است.